# Eriosema hasslerianum
Eriosema hasslerianum är en ärtväxtart som beskrevs av Robert Hippolyte Chodat. Eriosema hasslerianum ingår i släktet Eriosema och familjen ärtväxter. Inga underarter finns listade i Catalogue of Life.